# The Handsome Family
The Handsome Family est un groupe américain de country alternative, formé à Chicago dans l'Illinois, et actuellement basé à Albuquerque, au Nouveau-Mexique.

## Histoire
Le groupe a été formé en 1993 par un duo d'époux, Brett Sparks (chant, guitare, clavier) et Rennie Sparks (basse, banjo, chant), avec le batteur Mike Werner. Le groupe tournera par la suite autour de Rennie, qui écrit les paroles, et Brett, qui écrit la musique.
À propos du nom, Brett a déclaré dans une interview : "C'est un nom un peu stupide. Nous avions ce batteur odieux, et il avait l'habitude de m'appeler 'Handsome' (beau, élégant), ce qui est devenu un surnom pour moi, pour des raisons sarcastiques, je pense... Et il a voulu l'appeler 'The Handsome Family' (la belle famille)... et nous avons trouvé aussi que c'était drôle. On a pensé que c'était un bon nom".
Brett est originaire d'Odessa, au Texas, et Rennie de Long Island. Le groupe a fait des tournées dans toute l'Amérique et l'Europe, pour la promotion des albums Odessa (1994) et Milk and Scissors (1996). Pendant ce temps, Brett faisait une dépression nerveuse, ce qui l'a conduit à l'hospitalisation et à un diagnostic de trouble bipolaire.
Leur troisième album, Through the Trees, a été écrit à la suite de ces événements, et inclut une chanson inspirée par les expériences de Brett dans l'unité psychiatrique. L'album fut enregistré en 1998, en utilisant le studio mobile de Jeff Tweedy, et amena le groupe à élargir son audience. Il fut nommé "Meilleur Nouvel Album Country de l'Année" par le magazine Uncut.
Le morceau Far from Any Road, tiré de l'album Singing Bones (2003) a été choisi comme générique de la série policière True Detective diffusée par la chaîne HBO en 2014.

## Discographie

### Albums
- Odessa (1994) Scout Releases
- Milk and Scissors (1996) Scout Releases
- Invisible Hands (1997) Scout Releases (Vinyl only EP release)
- Through the Trees (1998) Carrot Top Records / Loose Music
- In the Air (2000) Carrot Top Records / Loose Music
- Twilight (2001) Carrot Top Records / Loose Music
- Singing Bones (2003) Carrot Top Records / Loose Music
- Last Days of Wonder (2006) Carrot Top Records / Loose Music
- Honey Moon (2009) Carrot Top Records / Loose Music
- Wilderness (2013) Carrot Top Records / Loose Music
- Unseen (2016)
- Hollow (2023)

### Compilations et albums live
- Down in the Valley (1999) Independent Records (Ireland only release)
- Live at Schuba's Tavern (2002) Digital Club Network
- Smothered and Covered (2002) Handsome Family Music
- Scattered (2010) Handsome Family Music

### Singles
- "My Beautiful Bride" b/w "Destroy, Destroy" (1999) Magwheel (7" split w/ Sackville)
- "Drunk by Noon" b/w "The Blizzard" (2008) Carrot Top Records
- "Far from Any Road" (2015)